# Кавалерийский полк (Сальвадор)
Кавалерийский полк (исп. Regimiento de Caballeria) — кавалерийское, а с 1944 года — механизированное подразделение армии Сальвадора.
В период после 1992 года — единственное подразделение вооружённых сил Сальвадора, на вооружении которого имеется бронетехника.

## История
Формирование первых кавалерийских отрядов в стране началось одновременно с созданием регулярной армии — после распада Центральноамериканской федерации в 1838 году и провозглашения независимости республики Сальвадор.
В соответствии с правительственным декретом от 6 февраля 1841 года предусматривалось создание постоянной армии в составе нескольких пехотных батальонов двухротного состава (численностью по 400 солдат и офицеров каждый), одного кавалерийского эскадрона численностью 100 всадников (из двух кавалерийских отрядов) и одной артиллерийской бригады.
После окончания войны 1847—1853 гг. с Гватемалой началась реорганизация войск. 13 июня 1859 года президент страны, генерал Хосе Херардо Барриос утвердил новую организационно-штатную структуру вооружённых сил, в соответствии с которой армия была разделена на «авангард» (наиболее боеспособные части), основные силы и резерв. В состав «авангарда» был включён эскадрон драгун (111 всадников в департаменте Морасан), второй кавалерийский эскадрон (155 всадников в департаменте Аучапан) был зачислен в резерв.
Однако стоимость содержания кавалерии была выше, чем у пехоты, и в дальнейшем эти подразделения были расформированы. С 1860 до 1900 года конница существовала в виде отдельных отрядов (численностью около взвода) при гарнизонах.
В 1888 году конные подразделения для патрулирования дорог и сельской местности были сформированы в составе полиции.
В 1900-е годы была проведена военная реформа и два кавалерийских отряда (существовавшие с 1906 года в городах Санта-Ана и Сан-Мигель) были переведены в столицу, размещены в казармах «Casa Mata» и (после введения в 1911 году призывной системы комплектования войск) — преобразованы в 1917 году в кавалерийский полк.

### 1917—1944
Первоначально, полк был вооружён холодным оружием, закупленными в США однозарядными винтовками Remington Rolling Block rifle под патрон 7 × 57 мм и несколькими картечницами Гатлинга, но после 1920 года личный состав был перевооружён 7-мм магазинными винтовками «маузер» чилийского производства.
Начавшийся в 1929 году всемирный экономический кризис тяжело отразился на экономике страны и ухудшил положение широких слоёв населения. 2 декабря 1931 года в результате военного переворота президентом стал генерал М. Эрнандес Мартинес, установивший диктаторский режим. В январе 1932 года в стране началось восстание, в котором приняло участие не менее 40 тыс. батраков и крестьян. Повстанцы заняли ряд городов и селений, но затем были разгромлены правительственными войсками. Введённое в стране военное положение действовало до 1941 года и войска выполняли полицейские функции.
При сохранении военно-политического сотрудничества с США, в 1930е годы правящие круги страны открыто симпатизировали идеям фашизма, гитлеровской Германии (немецкая военная миссия действовала до 1939 года) и Италии. После того, как Сальвадор первым из всех стран мира признал режим Франко законным правительством Испании, в 1938 году из Италии были получены первые образцы бронетехники — три танкетки Carro CV3/33 (которые были зачислены в подразделение столичной полиции, обеспечивавшее охрану президента).
После начала второй мировой войны в сентябре 1939 года США стали основным рынком сбыта и единственным поставщиком промышленных изделий и горючего для Сальвадора, влияние США в стране стало увеличиваться.
В декабре 1941 года, вслед за США, Сальвадор объявил войну Германии, Италии и Японии. После этого, 2 февраля 1942 года было подписано соглашение о предоставлении Сальвадору военной помощи из США по программе ленд-лиза, в соответствии с которым армия Сальвадора начала получать технику, вооружение, боеприпасы, униформу и иное военное имущество по программе ленд-лиза.
В 1944 году по программе ленд-лиза были получены первые восемь лёгких танков M3A1 «Стюарт», которые были зачислены в кавалерийский полк.

### 1944—1979
В условиях начавшейся «холодной войны» 6 мая 1946 года президент США Гарри Трумэн в послании конгрессу «Межамериканское военное сотрудничество» объявил о намерении «провести стандартизацию вооружения и военного обучения в западном полушарии под единым руководством США». После подписания в сентябре 1947 года в Рио-де-Жанейро Межамериканского договора о взаимной помощи поставки вооружения, боеприпасов и иного военного имущества из США в Сальвадор были продолжены.
Началось постепенное перевооружение войск на американское вооружение, технику и снаряжение времён второй мировой войны. После того, как в 1950е годы все три танкетки C.V.3/33 были списаны по техническому состоянию, кавалерийский полк стал единственным подразделением, оснащённым бронетехникой.
В 1941 — 1962 годы численность вооружённых сил составляла 3 тыс. человек в составе пяти «территориальных дивизий» неполного штата. Боевое развертывание всех существующих воинских частей (15 пехотных, 1 кавалерийский и 1 артиллерийский полк) было предусмотрено только с началом мобилизации.
После победы Кубинской революции в январе 1959 года с США были заключены новые соглашения (об экономической помощи, поставках военного снаряжения и вооружения, пребывании в Сальвадоре американской военной миссии и др.).
На вооружение войск начали поступать джипы (сначала гражданские Jeep CJ-3, затем армейские Willys M-38), часть из них передали в кавалерийский полк и вооружили (в кузове устанавливался либо один 7,62-мм пулемёт M1919, либо один 12,7-мм пулемёт М2HB).
В 1960 году полк был выведен из Сан-Сальвадора на новое место дислокации — в укреплённый военный городок в 30 км от столицы.
По состоянию на 1968 год, бронетанковые силы Сальвадора насчитывали 12 лёгких американских танков M3A1 «Стюарт», из которых на ходу были только десять. В 1968—1969 гг. отношения с Гондурасом ухудшились. На шасси американских 2,5-тонных армейских грузовиков M35 были построены 12 бронемашин «Rayo»
После футбольного матча между сборными Сальвадора и Гондураса 6 июня 1969 года (который сальвадорцы проиграли) в стране начались волнения. В результате, на следующий матч (проходивший 15 июня 1969 года на стадионе "Flor Bolanos" в Сан-Сальвадоре) футбольная команда Гондураса была доставлена на стадион на броневиках кавалерийского полка, так как вокруг стадиона находилась агрессивно настроенная толпа. После окончания матча на этих же броневиках гондурасская команда была вывезена в аэропорт.
23 июня 1969 года правительство Сальвадора объявило призыв резервистов и начало мобилизационные мероприятия (начался ремонт имеющейся военной техники, в войска начал поступать мобилизованный из гражданского сектора экономики автотранспорт).
14 июля 1969 года, во второй половине дня, сальвадорские вооружённые силы начали наступление, в котором участвовали пять пехотных батальонов и девять рот Национальной гвардии, сведённые в две боевые группы под командованием генерала Хосе Альберто Медрано. Наступление развивалось вдоль основных дорог, соединяющих две страны, в направлении городов Грасьяс и Нуэва Окотепеке. Боевые действия проходили на сильно пересечённой местности с густой растительностью, затруднявшей использование техники вне дорог.
- на северном направлении 11-й пехотный батальон армии Сальвадора при поддержке пяти бронемашин «Rayo» и бульдозеров атаковал и прорвал позиции гондурасских войск у моста «Аматильо»[1], за сутки продвинулся на пять километров, занял селение Эль-Аматильо (El Amatillo), отбил контратаку подразделений гондурасской армии, но не сумел продвинуться дальше.
- танки «стюарт» кавалерийского полка были включены в состав основных сил[6], наступавших по Панамериканскому шоссе на столицу Гондураса, однако бои за расположенный в 8 км от границы город Нуэва Окотепеке приняли ожесточённый и затяжной характер[15] и продвижение сальвадорских войск также замедлилось. 19 июля сальвадорские войска захватили Нуэва Окотепеке и подняли сальвадорский флаг на центральной площади города[16]. В город были введены три танка M3A1, которые были размещены неподалёку от позиций гондурасской армии[1], но уже в четыре часа по Гринвичу 20 июля 1969 вступило в силу перемирие и боевые действия прекратились[17].

В общей сложности во время «100-часовой войны» (14-20 июля 1969), в войсках Сальвадора имелось до 20 импровизированных бронемашин (в том числе, 12 бронегрузовиков «Rayo», несколько мобилизованных бронированных инкассаторских автомашин и бульдозеры).
После окончания боевых действий Сальвадор начал закупки вооружения и военного имущества, часть которого (в частности, купленные в 1975 году в ФРГ броневики UR-416, купленные в 1976 году во Франции 12 бронеавтомобилей AML-90 «Панар», купленные в Израиле пистолет-пулемёты UZI и боеприпасы, а также полученные в 1975—1977 годы по программе военной помощи из США джипы M151 и пулемёты M1919A6) были переданы в кавалерийский полк (в связи с сокращением численности войск до уровня мирного времени переформированный в «кавалерийский эскадрон»).
Поскольку отношения с Гондурасом оставались сложными, сначала в кавалерийский полк были зачислены только четыре из десяти полученных UR-416 (остальные распределили в другие подразделения). Также армейские подразделения получили джипы CJ-8 (на которые установили пулемёты).
По состоянию на 1978 год, укомплектованный бронетехникой «кавалерийский эскадрон» представлял собой механизированный батальон.

### 1980—1992
После начала на рубеже 1979—1980 гг. боевых действий против повстанцев ФНОФМ численность вооружённых сил страны была увеличена, «кавалерийский эскадрон» был переформирован в «кавалерийский полк» (фактически, механизированный полк двухбатальонного состава).
В 1980е годы военнослужащие получили новое американское оружие (автоматы М-16А1, карабины CAR-15, пулемёты М-60 и др.) и экипировку (американский пятнистый армейский камуфляж «Woodland», армейские ботинки и др.). После перевооружения основным типом стрелкового оружия стал карабин "Colt Commando".
5 сентября 1983 силы ФНОФМ атаковали город Сан-Мигель, бои в котором продолжались до 6 сентября. В этих боях правительственные войска потеряли до 300 солдат убитыми и ранеными, два уничтоженных танка и другую технику.
В 1984 году продолжилось увеличение численности войск, в ходе которого в 1985—1986 гг. кавалерийский полк получил шестьдесят шесть броневиков «Cashuat», построенных на шасси тяжёлых джипов Dodge M37B1 (из них были сформированы два механизированных батальона по 32 броневика в каждом).
В результате, в 1985-1989 гг. кавалерийский полк представлял собой механизированный полк четырёхбатальонного состава, однако в дальнейшем количество бронетехники стало сокращаться в связи с боевыми потерями, повреждениями и поломками по техническим причинам.
- в частности, к концу 1989 года из 12 бронеавтомобилей AML-90 в строю осталось шесть (один был взорван минно-взрывным устройством, второй - подбит из реактивного противотанкового гранатомёта во время боя на северной окраине столицы 11 ноября 1989 года и разобран на запчасти для ремонта других машин, ещё четыре - повреждены и неисправны)[20]
- из десяти UR-416 в ходе боевых действий были уничтожены три (один был частично сожжён 12 апреля 1981 года в гараже столичного управления полиции, второй - подбит из РПГ-7 в конце 1989 года и третий - серьёзно повреждён, захвачен повстанцами, а затем отбит правительственными силами), однако после использования уничтоженных машин в качестве источника запчастей один из них был восстановлен - и к концу войны в войсках осталось восемь машин этого типа[1]
- из 66 броневиков «Cashuat» несколько было уничтожено и ещё несколько получили повреждения[21]

### После 1992
После подписания соглашений в Чапультепеке и окончания гражданской войны в 1992 году началась демобилизация.
После уменьшения численности войск до уровня мирного времени часть вооружения и бронетехники была отремонтирована, законсервирована и поставлена на хранение, в условиях сокращения военных расходов личный состав был переодет в копию американского камуфляжа «Woodland» местного производства.
По состоянию на начало 1995 года, в составе полка было десять бронеавтомобилей AML-90, 8 бронетранспортёров UR-416 и 60 броневиков «Cashuat».
В 1998 году на вооружение полка поступило 38 джипов AIL M240 «Storm», в 2000 году их количество было увеличено до 50 (при этом, на 18 джипов были установлены безоткатные орудия M40A1). Из них был создан «разведывательный эскадрон» полка.
В 2000 году в составе полка было десять бронеавтомобилей AML-90, 8 бронетранспортёров UR-416 и 40 броневиков «Cashuat».
С 2003 до 23 января 2009 года в Ираке находился контингент численностью 380 военнослужащих. В качестве благодарности за оказанную помощь, в 2009 году США поставили сальвадорской армии 25 бронированных автомашин HMMWV (21 M1151 и четыре M1165), которые были переданы в полк.
В 2010 году в составе полка оставалось девять бронеавтомобилей AML-90 (5 на вооружении и 4 - на хранении), 8 бронетранспортёров UR-416 и 30 броневиков «Cashuat».
В 2011 году по программе военной помощи FMF из США было получено 37 автомашин (31 джип «Ford Ranger Double Cab» и 6 джипов «Ford Ranger Single Cab»), которые были зачислены в кавалерийский полк.
Кроме того, в авторемонтных мастерских армии Сальвадора были построены две бронемашины (также зачисленные в кавалерийский полк).
- 7 мая 2011 года на военном параде был впервые продемонстрирован образец нового сальвадорского бронеавтомобиля Blindado de Combate ВС7А1.
- в сентябре 2012 года был представлен второй сальвадорский бронеавтомобиль Blindado VCTA1 на шасси грузовика Dodge RAM 4.0 V6. Вооружение броневика состоит из двух 20-мм автоматических пушек Hispano-Suiza HS.404 и одного пулемёта M60[26]

В июне 2014 года при неустановленных обстоятельствах из кавалерийского полка были похищены четыре пулемёта М-60D, что привело к снижению боеспособности подразделения.
26 мая 2022 года власти Сальвадора заключили контракт с компанией "WBA Blindajes Alemanes" из Мексики на покупку партии бронеавтомобилей "Hurricane" (построенных на шасси грузовика "International 3300 Turbo diesel"). В августе 2022 года были поставлены первые восемь броневиков, в июле 2023 года - еще 11 броневиков (все они были переданы на вооружение кавалерийского полка).

## Современное состояние
В связи с расширением границ города Сан-Сальвадор после 1960 года, казармы полка находятся в 24 км от окраины столицы.
После сокращения до уровня мирного времени в 1992—1993 гг. «кавалерийский полк» фактически представляет собой трёхбатальонный механизированный полк сокращённого состава.
Личный состав обмундирован в пятнистый камуфляж местного производства с подсумками A.L.I.C.E. (каски М1 также используются с камуфлированным тканевым чехлом), вооружён стрелковым оружием американского производства, полученным по программе военной помощи из США в 1980е годы (5,56-мм автоматами М-16А1 с гранатомётами M203, пулемётами М-60 и др.), офицеры — 9-мм пистолетами.
На униформе каждый военнослужащий имеет нарукавную нашивку с эмблемой полка (подкова, поверх которой — две скрещенные сабли).